# Kraljevec na Sutli
Kraljevec na Sutli (pron. Kralyevets na Soutli)  est un village et une municipalité située dans le comitat de Krapina-Zagorje, en Croatie. Elle se situe  à 28 km au nord-ouest de Zagreb sur la rive gauche de la vallée de la Sutla (Sotla en slovène), qui marque ici la frontière de la Croatie avec la Slovénie.

## Localités
La municipalité de Kraljevec na Sutli avait été supprimée en 1954, elle a été rétablie en 1993 après l'indépendance de la Croatie.
Elle compte 10 localités : 
| - Draše - Gornji Čemehovec - Kačkovec - Kapelski Vrh - Kraljevec na Sutli | - Lukavec Klanječki - Movrač - Pušava - Radakovo - Strmec Sutlanski |

## Démographie
Au recensement de 2001, la municipalité comptait 1 815 habitants, dont 98,46 % de Croates et le village seul comptait 372 habitants.
| Population du village suivant les différents recensements | Population du village suivant les différents recensements | Population du village suivant les différents recensements | Population du village suivant les différents recensements | Population du village suivant les différents recensements | Population du village suivant les différents recensements | Population du village suivant les différents recensements | Population du village suivant les différents recensements | Population du village suivant les différents recensements | Population du village suivant les différents recensements | Population du village suivant les différents recensements | Population du village suivant les différents recensements | Population du village suivant les différents recensements | Population du village suivant les différents recensements | Population du village suivant les différents recensements |
| --------------------------------------------------------- | --------------------------------------------------------- | --------------------------------------------------------- | --------------------------------------------------------- | --------------------------------------------------------- | --------------------------------------------------------- | --------------------------------------------------------- | --------------------------------------------------------- | --------------------------------------------------------- | --------------------------------------------------------- | --------------------------------------------------------- | --------------------------------------------------------- | --------------------------------------------------------- | --------------------------------------------------------- | --------------------------------------------------------- |
| 1857                                                      | 1869                                                      | 1880                                                      | 1890                                                      | 1900                                                      | 1910                                                      | 1921                                                      | 1931                                                      | 1948                                                      | 1953                                                      | 1961                                                      | 1971                                                      | 1981                                                      | 1991                                                      | 2001                                                      |
| 407                                                       | 447                                                       | 495                                                       | 561                                                       | 593                                                       | 597                                                       | 535                                                       | 486                                                       | 477                                                       | 465                                                       | 470                                                       | 466                                                       | 405                                                       | 375                                                       | 372                                                       |

## Histoire
Il n'y a pas de données précises  sur la date de fondation du village de Kraljevec na Sutli. On suppose que c'est un sieur Kralj (« Leroy »), probablement originaire de Klanjec, à 7 km plus au nord, ou de Radakovo à 3,4 km plus à l'ouest, qui s'y serait d'abord installé.
Avant le XVe siècle la région était peu peuplée, couverte de forêts. Lorsqu'en 1463 le royaume de Bosnie  est tombé aux mains des Ottomans, bon nombre de ses habitants, menés par les Franciscains,  s'y sont réfugiés, construisant de nouveaux villages. À mesure que les Franciscains faisaient retraite face aux raids des pillards de la cavalerie légère ottomane (appelés Akıncılar), le comte Erdődy leur attribuait des possessions.
Sur la colline de Radakovo aujourd'hui appelée Jantunušak, les Franciscains avaient construit une église dédiée à saint Antoine de Padoue, et à côté un monastère. Au XVIIe siècle,  la région a subi plusieurs tremblements de terre, dont celui de 1625 qui a détruit le monastère et l'église de Jantunušak. 
Adalbert Pogačić, qui vivait sur place, raconte ces événements dans son poème « Antunušak », en dialecte kajkavien.
Les Franciscains se sont alors repliés à Klanjec où ils avaient des possessions.
Les ruines du château des comtes Erdődy se trouvent aux Novi Dvori Klanječki, dans la municipalité de Klanjec mais seulement à 3,8 km au nord du centre de Kraljevec na Sutli.
L'Association des Pompiers Volontaires (Dobrovoljno Vatrogasno Društvo Kraljevec), aujourd'hui présidée par Dragutin Pavlić, a été fondée en 1928.

## Églises
La paroisse de la Très Sainte-Trinité (Presveta Trojica), dirigée par Stjepan Tenšek, a été fondée en 1789. L'église paroissiale a été construite en 1836 dans un style néoclassique. 
En 1880 ce bâtiment a été endommagé par le tremblement de terre de magnitude 6,3 qui a détruit une partie de la ville de Zagreb.
À l'entrée sud du village, à côté de la Mairie, se trouve la Chapelle de la Vierge Marie, et à Kapelski Vrh une chapelle Saint-Joseph.

## Enseignement

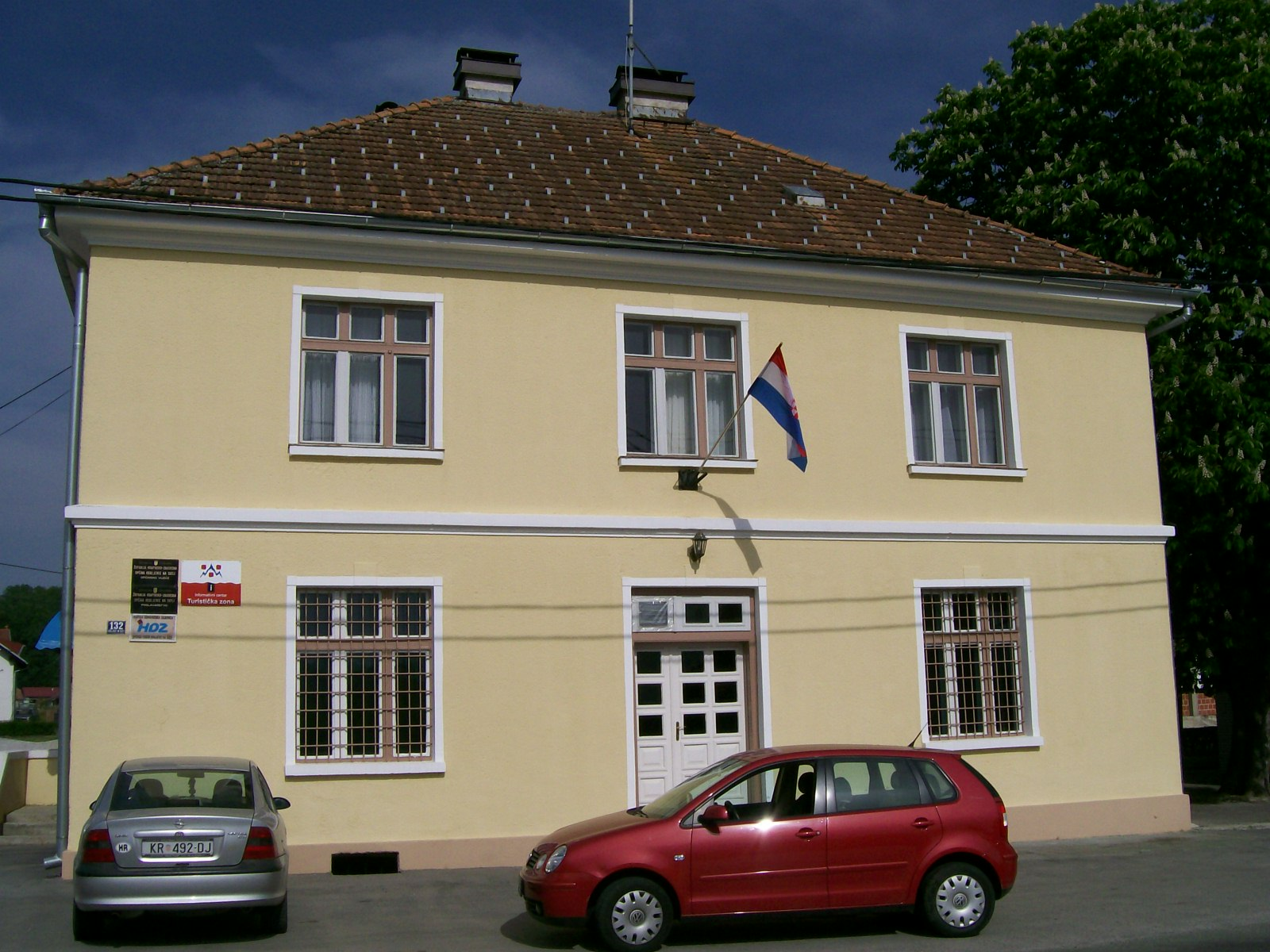
La Mairie de Kraljevec na Sutli

La première école de Kraljevec na Sutli était une école privée fondée en 1849 par le curé Ferdo de Krajačić et le diacre Ročić. 
Son premier professeur était Josip Fabijančić, né à Krapina.

Elle est devenue publique  en 1859.

En 1863, l'école s'est installée à Movrač dans la maison dite Pogled, jusqu'à ce que celle-ci soit détruite par un incendie.
En juillet 1888 a commencé la construction de la « vieille école » à Kraljevec na Sutli, près de l'église de la Sainte Trinité. Elle avait 254 élèves au cours des quatre premières années.

En 1938, l'école de Kraljevec étant surchargée, la décision a été prise de créer une nouvelle école pour les villages de Radakovo, Pušava, Goljak et Bratovski Vrh.
C'est en 1947 qu'on a commencé les travaux pour la nouvelle école, dans le village voisin de Radakovo ; cette école a ouvert en 1951 : elle couvre quatre années scolaires et comptait alors 90 élèves.
Le bâtiment scolaire principal actuel est née du déplacement vers la salle des fêtes en 1961, quand il y avait 438 élèves. 
En 1974, le Collège ("Osnovna Škola", de 7 à 15 ans) Kraljevec na Sutli a pris le nom du poète Pavao Štoos :  
son nom officiel est donc désormais Osnovna Škola Pavla Štoosa.
L'aménagement du Collège a commencé en 1969 et a été terminé en 1972.
Dans l'histoire récente, il convient de mentionner la construction de sa salle des sports, mise en service en 2005. 
On travaille à l'achèvement la cour de récréation de l'école régionale de Radakovo.
Pour l'année scolaire 2011-2012, le Collège a 157 élèves répartis en 12 classes, dont 3 à Radakovo pour les classes de 1° à 4° croates (élèves de 7 à 11 ans).

## Culture
L'Association des mousquetaires (Kuburaško društvo) Ban Toma Erdődy, présidée par Marijan Berić, se rassemble périodiquement en costume d'époque pour commémorer le XVIe siècle et agrémenter les fêtes par la décharge de leurs armes.
L'Association culturelle et artistique (Kulturno umjetničko društvo) Lira Kraljevec na Sutli, fondée en 1927 et aujourd'hui présidée par Mladen Trbušić, héberge la fanfare, qui est la gloire du village. 
Celle-ci, dirigée par Zoran Senter, comprend 38 membres  et paraît à toutes les manifestations de la Commune, aux rassemblements de fanfares, à toutes les fêtes importantes de la ville de Klanjec de même qu'en Slovénie voisine. 
Elle se produit environ quarante fois par an.
En 2004 la commune de Kraljevec na Sutli lui a exprimé sa reconnaissance pour son travail exceptionnel et sa contribution au développement et à la promotion de la vie associative et culturelle de la commune, de même que de nombreuses autres marques de gratitude pour diverses représentations et rencontres musicales.
Elle est particulièrement fière de son concert de 2007 à la Salle Vatroslav Lisinski de Zagreb, et d'avoir en 2006 obtenu la plaque de bronze du Conseil croate pour la culture (Hrvatski sabor kulture) au Festival national des fanfares (Državna smotra puhačkih orkestara) de Crikvenica[réf. nécessaire]
La chorale de Kraljevec na Sutli, Pjevački Zbor Kraljevec na Sutli, est présidée par Biserka Trbušić.
L'Association agricole des Viticulteurs Vincek (Poljoprivredno Vinogradarsko Vinarska Udruga « Vincek ») est présidée par Franjo Hlad. 
L'Association cynégétique Fazan (Lovačka udruga za uzgoj, zaštitu lov divljači i streljaštvo « Fazan ») est présidée par Ignac Štrucl ; elle a recueilli trois marcassins qui sont devenus des sangliers adultes.
Il y a aussi une Association cynophile, la Kinološka udruga « Sutlanska Dolina » Kraljevec na Sutli, présidée par Andrija Murić.

## Personnalités
- Le footballeur Robert Prosinečki a fréquenté le Collège Pavao Štoos de Kraljevec na Sutli à partir de sa quinzième année, avant d'aller jouer à 18 ans au club Dinamo de Zagreb, alors entraîné par Miroslav Blažević.